# Neil Arnott
Neil Arnott, född den 15 maj 1788 i Arbroath, död den 2 mars 1874, var en skotsk läkare och fysiker.

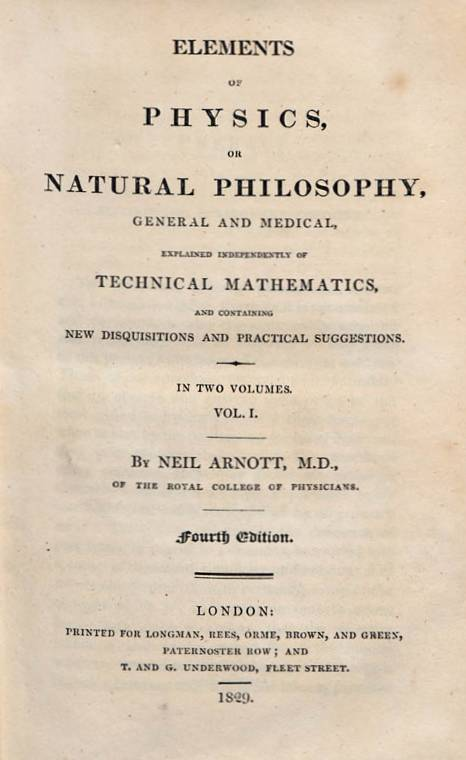
Elements of physics, 1829.

Arnott är mest känd som uppfinnare av de efter honom benämnda så kallade "arnottska
ventilatorerna" och "arnottska ugnarna". Den viktigaste av hans skrifter är Elements of physics, vilken på ett utmärkt sätt populärt behandlar ett vetenskapligt ämne.